# マイク・スウェイン
マイク・スウェイン（Michael ("Mike") Lee Swain 1960年12月21日 - ）は、アメリカのエリザベス出身の柔道選手。階級は71kg級。身長175cm。

## 人物
1985年の世界選手権では、決勝で韓国の安柄根に背負投で技ありを取られて敗れるものの2位となった。この時期は日大で稽古を積んでいた。1986年の嘉納杯と1987年1月の正力国際では、決勝で古賀稔彦に背負投で敗れた。しかし、11月にエッセンで開催された世界選手権では、3回戦で古賀から大内刈で効果を取って破ると、決勝でもフランスのマルク・アレクサンドルを判定で下して、アメリカの男子選手として世界大会で初めて優勝を果たした。翌年の1988年ソウルオリンピックでは3位決定戦でイギリスのケリス・ブラウンに効果で敗れて5位となったが、ブラウンがドーピング違反で失格となったことから3位に繰り上がることになった。1989年の世界選手権では、決勝で古賀に背負投で効果を取られて敗れた。その後、1972年ミュンヘンオリンピックの軽重量級で3位となったブラジルの日系人であるチアキ・イシイ（石井千秋）の娘であり、61kg級の選手として活躍していたタニア・イシイ（石井千惠）と結婚すると、1992年バルセロナオリンピックには夫婦揃って出場するものの(タニア・イシイはブラジル代表として出場した)、ともに初戦で敗れた。1996年アトランタオリンピックではアメリカチームのコーチを務めた。
長男の名はMasato（真人)。義父のチアキ・イシイがバニア・イシイ（石井幸恵）が生まれる前に男の子だと思って用意していた名前である。

## 主な戦績
- 1983年 - パンナム選手権　3位
- 1984年 - ベルギー国際　優勝
- 1984年 -オーストリア国際　2位
- 1985年 - ユニバーシアード　3位
- 1985年 - 世界選手権　2位
- 1986年 - パンナム選手権　優勝
- 1986年 - 嘉納杯　2位
- 1987年 - 正力国際　2位
- 1987年 - ドイツ国際　3位
- 1987年 - パンナム選手権　優勝
- 1987年 - 世界選手権　優勝
- 1988年 - ソウルオリンピック　3位
- 1989年 - 世界選手権　2位
- 1990年 - グッドウィルゲームズ　2位